# Tete António
António Téte ou Tete António (Bembe, 22 de janeiro de 1955) é um economista e político angolano que é Ministro das Relações Exteriores de seu país desde 2020.

## Biografia
Nasceu em 22 de janeiro de 1955 no município do Bembe, província do Uíge, no norte de Angola.

### Carreira acadêmica e profissional
Fez seus estudos primários e secundários na República Democrática do Congo( RDC) e, seus estudos superiores na Faculdade de Economia da Universidade Agostinho Neto entre 1979 e 1982. Durante seu período de estudos tornou-se funcionário do Ministério do Comércio Exterior, em Luanda. Trabalhou na estatal Central Angolana de Importação (IMPORTANG).
Foi enviado à antiga União Soviética onde obteve o título de mestre em relações económicas internacionais, em 1988, pela Universidade de Kiev (actualmente na Ucrânia). Ao retornar ao país, trabalhou como professor assistente na Faculdade de Economia da Universidade Agostinho Neto até 1992.
Serviu até 1997 como diplomata na Embaixada da República de Angola na Etiópia e na Missão Permanente junto da União Africana, em Adis Abeba. Neste ínterim, em 1996, cursou gestão, resolução de conflitos e mediação no Centro Jimmy Carter.
Foi designado pela União Africana para servir ente 1997 e 1999 como observador na Missão das Nações Unidas para o referendo no Saara Ocidental (MINURSO). Retornou à Angola para servir até 2002 como director do Gabinete do Vice-Ministro das Relações Exteriores.
Entre 2002 e 2009 serviu como Vice-Representante na Missão Permanente da República de Angola junto das Nações Unidas. Nos Estados Unidos, em 2005, cursou diplomacia preventiva na Universidade de Colúmbia e direção e pratica das Nações Unidas na Universidade de Nova Iorque.
Em novembro de 2009 tornou-se observador permanente da União Africana junto das Nações Unidas, cargo que exerceu até 2017, quando foi nomeado Secretário de Estado para as Relações Exteriores, em Luanda, permanecendo em funções até 2019.
Em 2020 é nomeado pelo presidente João Lourenço para o cargo de Ministro das Relações Exteriores.